# Вітні Кондер
Вітні Олівія Кондер Кокс (англ. Whitney Olivia Conder Cox; нар. 6 травня 1988) — американська борчиня вільного стилю, срібна призерка чемпіонатів світу серед військовослужбовців, чемпіонка та дворазова срібна призерка Панамериканських чемпіонатів, дворазова чемпіонка Панамериканських ігор, срібна призерка Кубку світу, срібна призерка Всесвітніх ігор військовослужбовців.

## Життєпис
Боротьбою почала займатися з 1996 року. У 2007 році стала чемпіонкою світу серед юніорів. Наступного року такого ж результату досягла на Панамериканському чемпіонаті серед юніорів.
Виступала за спортивний клуб Армії США. Тренер — Шон Льюїс.

## Спортивні результати на міжнародних змаганнях

### Виступи на Чемпіонатах світу
| Змагання                        | Збірна | Вагова категорія          | Місце |
| ------------------------------- | ------ | ------------------------- | ----- |
| Чемпіонат світу з боротьби 2011 | США    | жіноча боротьба, до 51 кг | 13    |
| Чемпіонат світу з боротьби 2014 | США    | жіноча боротьба, до 53 кг | 9     |
| Чемпіонат світу з боротьби 2015 | США    | жіноча боротьба, до 53 кг | 16    |
| Чемпіонат світу з боротьби 2018 | США    | жіноча боротьба, до 50 кг | 14    |
| Чемпіонат світу з боротьби 2019 | США    | жіноча боротьба, до 50 кг | 26    |

### Виступи на Панамериканських чемпіонатах
| Змагання                                   | Збірна | Вагова категорія          | Місце  |
| ------------------------------------------ | ------ | ------------------------- | ------ |
| Панамериканський чемпіонат з боротьби 2010 | США    | жіноча боротьба, до 55 кг | Срібло |
| Панамериканський чемпіонат з боротьби 2012 | США    | жіноча боротьба, до 51 кг | Срібло |
| Панамериканський чемпіонат з боротьби 2018 | США    | жіноча боротьба, до 50 кг | Золото |

### Виступи на Панамериканських іграх
| Змагання                  | Збірна | Вагова категорія          | Місце  |
| ------------------------- | ------ | ------------------------- | ------ |
| Панамериканські ігри 2015 | США    | жіноча боротьба, до 53 кг | Золото |
| Панамериканські ігри 2019 | США    | жіноча боротьба, до 50 кг | Золото |

### Виступи на Кубках світу
| Змагання                    | Збірна | Вагова категорія          | Місце  |
| --------------------------- | ------ | ------------------------- | ------ |
| Кубок світу з боротьби 2011 | США    | жіноча боротьба, до 51 кг | 10     |
| Кубок світу з боротьби 2015 | США    | жіноча боротьба, до 53 кг | 4      |
| Кубок світу з боротьби 2019 | США    | команда                   | Срібло |

### Виступи на Чемпіонатах світу серед військовослужбовців
| Змагання                                                  | Збірна | Вагова категорія          | Місце  |
| --------------------------------------------------------- | ------ | ------------------------- | ------ |
| Чемпіонат світу з боротьби серед військовослужбовців 2014 | США    | жіноча боротьба, до 53 кг | Срібло |

### Виступи на Всесвітніх іграх військовослужбовців
| Змагання                                | Збірна | Вагова категорія          | Місце  |
| --------------------------------------- | ------ | ------------------------- | ------ |
| Всесвітні ігри військовослужбовців 2019 | США    | жіноча боротьба, до 50 кг | Срібло |

### Виступи на інших змаганнях
| Змагання                                                     | Збірна | Вагова категорія          | Місце  |
| ------------------------------------------------------------ | ------ | ------------------------- | ------ |
| Міжнародний меморіал Дейва Шульца 2010                       | США    | жіноча боротьба, до 55 кг | Бронза |
| Klippan Lady Open 2010                                       | США    | жіноча боротьба, до 55 кг | 8      |
| Золотий Гран-прі з боротьби 2010 (Кліппан )                  | США    | жіноча боротьба, до 55 кг | 8      |
| Відкритий міжнародний турнір «Sunkist Kids» 2010             | США    | жіноча боротьба, до 51 кг | Срібло |
| Міжнародний меморіал Дейва Шульца 2011                       | США    | жіноча боротьба, до 51 кг | Срібло |
| Гран-прі Туркуена з боротьби 2011                            | США    | жіноча боротьба, до 51 кг | Срібло |
| Відкритий чемпіонат Польщі з боротьби 2011                   | США    | жіноча боротьба, до 51 кг | 5      |
| Міжнародний турнір Ньюйоркського атлетичного клубу 2011      | США    | жіноча боротьба, до 51 кг | Бронза |
| Відкритий чемпіонат Монголії з боротьби 2012                 | США    | жіноча боротьба, до 51 кг | Срібло |
| Міжнародний меморіал Дейва Шульца 2012                       | США    | жіноча боротьба, до 51 кг | Срібло |
| Золотий Гран-прі з боротьби 2012 (Кліппан )                  | США    | жіноча боротьба, до 51 кг | Срібло |
| Гран-прі «Харі Рам» 2012                                     | США    | жіноча боротьба, до 51 кг | Бронза |
| Austrian Ladies Open 2013                                    | США    | жіноча боротьба, до 51 кг | Золото |
| Klippan Lady Open 2014                                       | США    | жіноча боротьба, до 53 кг | Срібло |
| Гран-прі Іспанії з боротьби 2014                             | США    | жіноча боротьба, до 53 кг | 7      |
| Золотий Гран-прі з боротьби 2014 (Баку)                      | США    | жіноча боротьба, до 53 кг | 5      |
| Міжнародний меморіал Дейва Шульца 2015                       | США    | жіноча боротьба, до 53 кг | Золото |
| Міжнародний меморіал Білла Фаррелла 2015                     | США    | жіноча боротьба, до 53 кг | Золото |
| Олімпійський кваліфікаційний турнір з боротьби 2016 (Фріско) | США    | жіноча боротьба, до 53 кг | Бронза |
| Олімпійські випробування США 2016                            | США    | жіноча боротьба, до 53 кг | Срібло |
| Золотий Гран-прі з боротьби 2016                             | США    | жіноча боротьба, до 53 кг | 9      |
| Klippan Lady Open 2017                                       | США    | жіноча боротьба, до 53 кг | 8      |
| Міжнародний меморіал Дейва Шульца 2017                       | США    | жіноча боротьба, до 53 кг | Бронза |
| Flatz Open 2018                                              | США    | жіноча боротьба, до 53 кг | Золото |
| Міжнародний меморіал Білла Фаррелла 2018                     | США    | жіноча боротьба, до 50 кг | Золото |
| Відкритий чемпіонат Польщі з боротьби 2018                   | США    | жіноча боротьба, до 50 кг | Бронза |
| Гран-прі Німеччини з боротьби 2019                           | США    | жіноча боротьба, до 50 кг | Золото |
| Турнір Дана Колова — Николи Петрова 2019                     | США    | жіноча боротьба, до 50 кг | Бронза |
| Beat the Streets 2019                                        | США    | жіноча боротьба, до 50 кг | Золото |
| Меморіал Маттео Пелліконе 2020                               | США    | жіноча боротьба, до 50 кг | 5      |

### Виступи на змаганнях молодших вікових груп
| Змагання                                                 | Збірна | Вагова категорія          | Місце  |
| -------------------------------------------------------- | ------ | ------------------------- | ------ |
| Чемпіонат світу з боротьби серед юніорів 2007            | США    | жіноча боротьба, до 51 кг | Золото |
| Панамериканський чемпіонат з боротьби серед юніорів 2008 | США    | жіноча боротьба, до 51 кг | Золото |